# Малтийският сокол
 Тази статия е за романа на Дашиъл Хамет.  За филма вижте Малтийският сокол (филм).  
„Малтийският сокол“ (на английски: The Maltese Falcon) е детективски роман на американския писател Дашиъл Хамет.
Първоначално е издаден на части през 1929-1930 година в списание „Блек Маск“. В центъра на сюжета е частен детектив, въвлечен от няколко съперничещи си авантюристи в търсенето на ценна статуетка. Главният герой Сам Спейд, който освен в романа участва и в няколко разказа на Хамет, изиграва важна роля в развитието на образа на частния детектив в детективския роман.
Романът е екранизиран неколкократно, като най-известен е филмът от 1941 година, режисиран от Джон Хюстън с Хъмфри Богарт в ролята на Сам Спейд.